# Story of the Year
Story of the Year (также известная как Story или SOTY) — альтернативная рок-группа из США. Все её члены родом из Сент-Луиса, штат Миссури. Группа была создана в 1995 году. Первоначально они назывались Big Blue Monkey, но сменили название на Story of the Year в 2002 году из-за того, что уже существовала одна блюзовая группа с похожим названием - Blue Monkey. У Story of the Year шесть полноценных студийных альбомов, последний из которых вышел в 2023 году.

## История

### Page Avenue(2002—2004)
После семи лет выступлений в Сент Луисе, записи демо и трех EP, Story of the Year заключили контракт с Maverick Records в 2002, и записали свой первый полноценный альбом — Page Avenue в сентябре 2003. Первым синглом с альбома стала композиция «Until The Day I Die», написанная Дэном. Второй сингл «Anthem of Our Dying Day» вышел вместе с клипом, спродюсированным Джо Ханом из Linkin Park. Альбом Page Avenue дебютировал на 51 месте национального чарта Billboard 200. Сингл «And the Hero Will Drown» вошёл в саундтрек к видеоигре Need for Speed: Underground
Группа побывала в туре группы Linkin Park Meteora World Tour в 2004 вместе с P.O.D. и Hoobastank. Они также были на Vans Warped Tour, и участвовали в Wake Up Screaming, на KROQ's Weenie Roast в июле того же года.

### In the Wake of Determination(2005—2006)
Их Live in the Lou/Bassassins (CD/DVD Концертных видео и видео из туров) был выпущен 10 мая, 2005. Это был хит среди поклонников Story of the Year и получил золотой статус от RIAA.
Наконец 11 октября 2005 года Story of the Year выпускают свой второй альбом, In the Wake of Determination, который по состоянию на март 2006 года разошёлся тиражом в 150 698 копий, но не получил статус золотого. Дебютировал на 19 месте национального чарта.
В мае 2006 Группа закончила свой тур по Австралии вместе с Emery и Flogging Molly.

### The Black Swan(2007—2008)
22 апреля вышел третий студийный альбом — The Black Swan. Согласно интервью с вокалистом Деном Марселой, группа записала «около 20 песен», 13 из которых попало в альбом.
3 августа 2007 на концерте в Сент Луисе группа анонсировала свой новый DVD, и сыграла песню с нового альбома, названную «Terrified». Они так же сыграли ещё одну песню, но она была без названия. В «Terrified» Филип играл на рояле и на гитаре, что было новым для него. Во время песни, название которой мы не знаем, Тимми (Timmy), их техник, был на бэк-вокале. Сам DVD вышел 13 мая 2008 под названием «Our Time Is Now».

### The Constant и перерыв(2010—2011)
Четвёртый альбом группы был незаконно выложен в Интернет за две недели до мирового релиза и попал в p2p сети.
Официально The Constant был выпущен 16 февраля 2010 года на Epitaph Records, с которыми группа заключила контракт в 2008 году. Дебютировал на 48 месте Billboard 200.
Deluxe Edition-версия, вышедшая на iTunes, включала 2 новых трека — «Your Unsung Friend» и «Tonight We Fall.»
В 2011 году группа объявила о перерыве, чтобы заняться своими побочными проектами.

### Воссоединение,Page Avenue: 10 Years and Counting, пятый альбом и уход Адама Рассела (2013—настоящее время)
8 марта 2013 года группа объявила о воссоединении и начале мирового тура, в честь празднования 10-летия своего дебютного альбома Page Avenue. Также они объявили о перезаписи Page Avenue назвав альбом «Page Avenue: 10 Years and Counting.» Первоначально планировалось что это будет полностью акустическая версия альбома, но после сотрудничества с City Spud во время концерта в 2011 году, группа решила перезаписать альбом с другим чувством к каждой песне, а не просто акустические версии. Релиз альбома состоялся 8 октября 2013 года. 30 сентября 2014 года на Facebook-странице группы появилась запись об уходе бас-гитариста Адама Рассела, о том что он решил продолжить свой жизненный план, который не будет затрагивать SOTY. Остальные участники группы поддержали решение Адама и планируют двигаться вперёд, как группа. Кроме того группа объявила о начале работы над пятым альбомом.
8 декабря 2017 года вышел новый альбом – Wolves.

## Члены группы

### Текущий состав
- Dan Marsala — вокал (ударные до 2002)
- Ryan «The Nose» Phillips — соло-гитара
- Adam «The Skull» Russell — бас-гитара (2000-2014; 2018-наст. время)
- Josh Wills — ударные

### Бывшие участники
- Greg Haupt — гитара, который покинул группу до того, как они записали первый альбом. (1995—2002)
- John Taylor — вокал, первый вокалист группы, пел в первых двух EP альбомах группы. (1995—2001)
- Perry West — бас-гитара, (1995—2002)
- Philip Sneed — ритм-гитара и бэк-вокал (клавишные с 2007 и бас-гитара c 2014) (2003-2018)

## Дискография

### Студийные альбомы
| Релиз            | Название                           | Лейбл            | США |
| 16 сентября 2003 | Page Avenue                        | Maverick Records | 51  |
| 11 октября 2005  | In the Wake of Determination       | Maverick Records | 19  |
| 22 апреля 2008   | The Black Swan                     | Epitaph Records  | 18  |
| 16 Февраля 2010  | The Constant                       | Epitaph Records  | 42  |
| 8 Октября 2013   | Page Avenue: 10 Years and Counting | Self-released    |     |
| 8 Декабря 2017   | Wolves                             | Self-released    |     |

### Мини-альбомы
- 1998 — Three Days Broken
- 1999 — Truth In Separation
- 2002 — Story of the Year

### Концертные альбомы
- 2005 — Live in the Lou/Bassassins U.S. #138[13]
- 2008 — Our Time Is Now

### Синглы
| Год  | Название                  | Позиции | Позиции | Позиции | Альбом                       |
| Год  | Название                  | US Mod. | US Main | UK      | Альбом                       |
| ---- | ------------------------- | ------- | ------- | ------- | ---------------------------- |
| 2004 | «Until the Day I Die»     | 12      | —       | 62      | Page Avenue                  |
| 2004 | «Anthem of Our Dying Day» | 10      | —       | —       | Page Avenue                  |
| 2004 | «Sidewalks»               | 40      | —       | —       | Page Avenue                  |
| 2005 | «We Don’t Care Anymore»   | 28      | 38      | —       | In the Wake of Determination |
| 2006 | «Take Me Back»            | —       | —       | —       | In the Wake of Determination |
| 2008 | «Wake Up»                 | —       | —       | —       | The Black Swan               |
| 2008 | «The Antidote»            | —       | —       | —       | The Black Swan               |
| 2009 | «Terrified»               | —       | —       | —       | The Black Swan               |
| 2010 | «I’m Alive»               | —       | —       | —       | The Constant                 |
| 2017 | «I Swear, I'm Okay»       | —       | —       | —       |                              |
| 2017 | «Bang Bang»               | —       | —       | —       |                              |